# Diocèse de Juazeiro
Le diocèse de Juazeiro (en latin, Dioecesis Iuazeiriensis) est une circonscription ecclésiastique de l'Église catholique au Brésil.
Son siège se situe dans la ville de Juazeiro, dans l'État de Bahia. Créé en 1962, il est suffragant de l'archidiocèse de Feira de Santana et s'étend sur 56 269 km2.
Depuis juillet 2024, le siège de l'évêché est occupé par Valdemir Vicente Andrade Santos.